# Rocca di Valle di Castrignano
La rocca di Valle di Castrignano, nota anche come corte Campelli, è una corte fortificata d'origine medievale, situata in strada della Rocca 2 a Valle di Castrignano, frazione di Langhirano, in provincia di Parma.

## Storia
Le torri difensive della rocca furono edificate tra la fine del XIV e gli inizi del XV secolo, nei pressi di uno dei rami della via Francigena; le strutture furono erette a presidio della strada di accesso al castello di Castrignano, appartenente dal 1376 al 1482 ai conti Rossi e dal 1483 alla diocesi di Parma.
In epoca imprecisata il complesso fortificato di Valle di Castrignano fu acquistato dalla famiglia Cavatorta, che tra il XVIII e il XIX secolo, venute meno le esigenze difensive, adibì le torri ad abitazioni residenziali di campagna.
Nei primi anni del XX secolo la proprietà fu alienata alla famiglia Campelli, che la trasformò in azienda agricola per la produzione di Parmigiano-Reggiano; intorno agli anni quaranta, la tenuta fu arricchita di nuove strutture rurali, quali un nuovo caseificio, che andava a sostituire l'antico casello. Presso un altro fondo della famiglia e lontano pochi chilometri, accanto alla vecchia stalla nel 1954 ne fu costruita una nuova, a sua volta sostituita nel 1985 da una moderna struttura più ampia.
Agli inizi del XXI secolo l'antico complesso della rocca fu sottoposto a interventi di restauro e nel 2019 fu parzialmente aperto al pubblico; furono inoltre avviati i lavori di completa ristrutturazione della casaforte Malavilla, con l'intenzione di destinarla a museo della casa-contadina fortificata.

## Descrizione

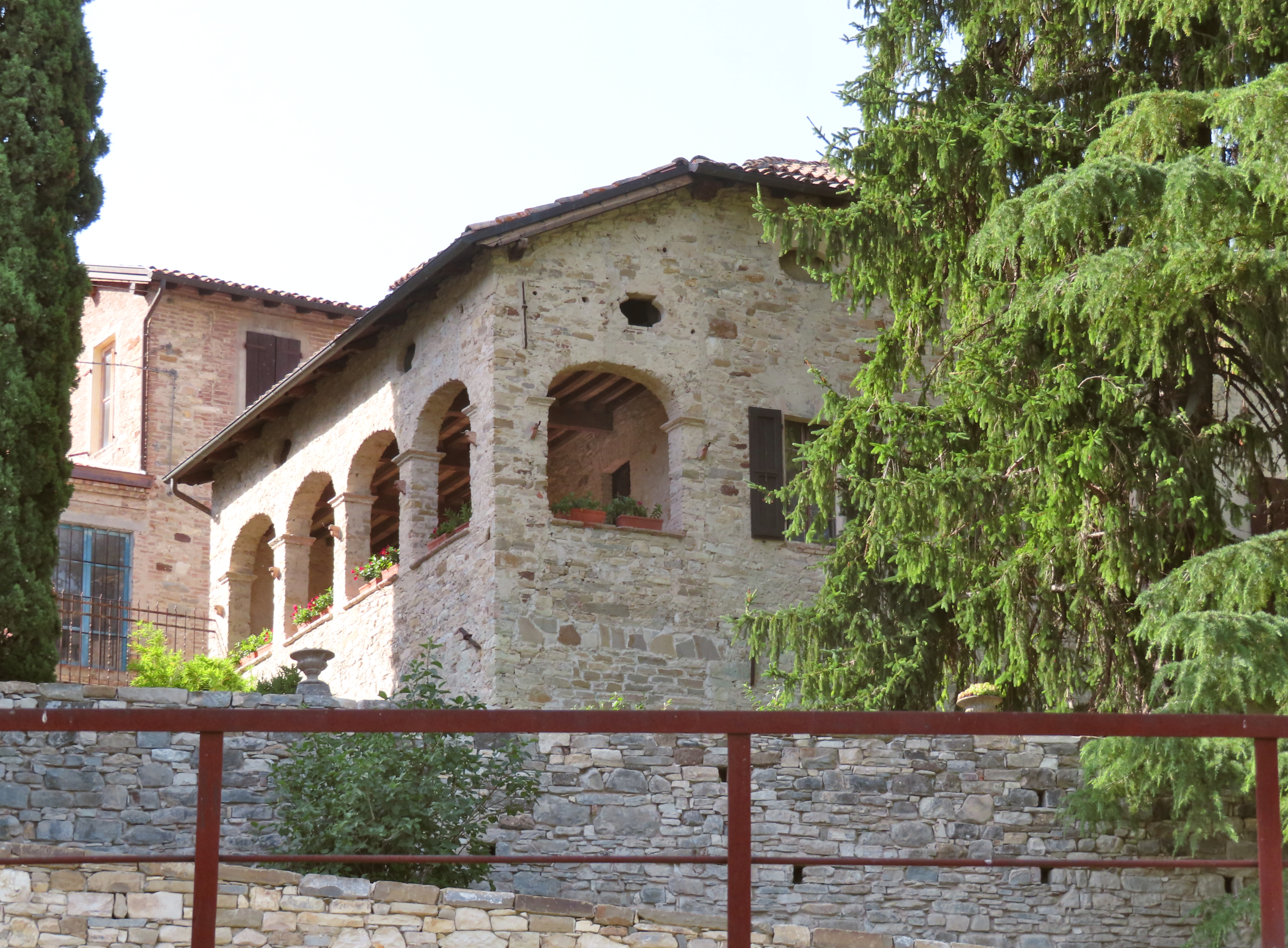
Casa padronale

La rocca, costituita da una serie di edifici in pietra risalenti a epoche diverse, si sviluppa lungo il pendio in continuità col borgo di Valle di Castrignano; in adiacenza si trova un'abitazione risalente al XIII secolo, mentre ad alcune centinaia di metri, raggiungibile attraverso un'antica mulattiera, sorge isolata nei pressi di Riano la casaforte Malavilla.

### Rocca

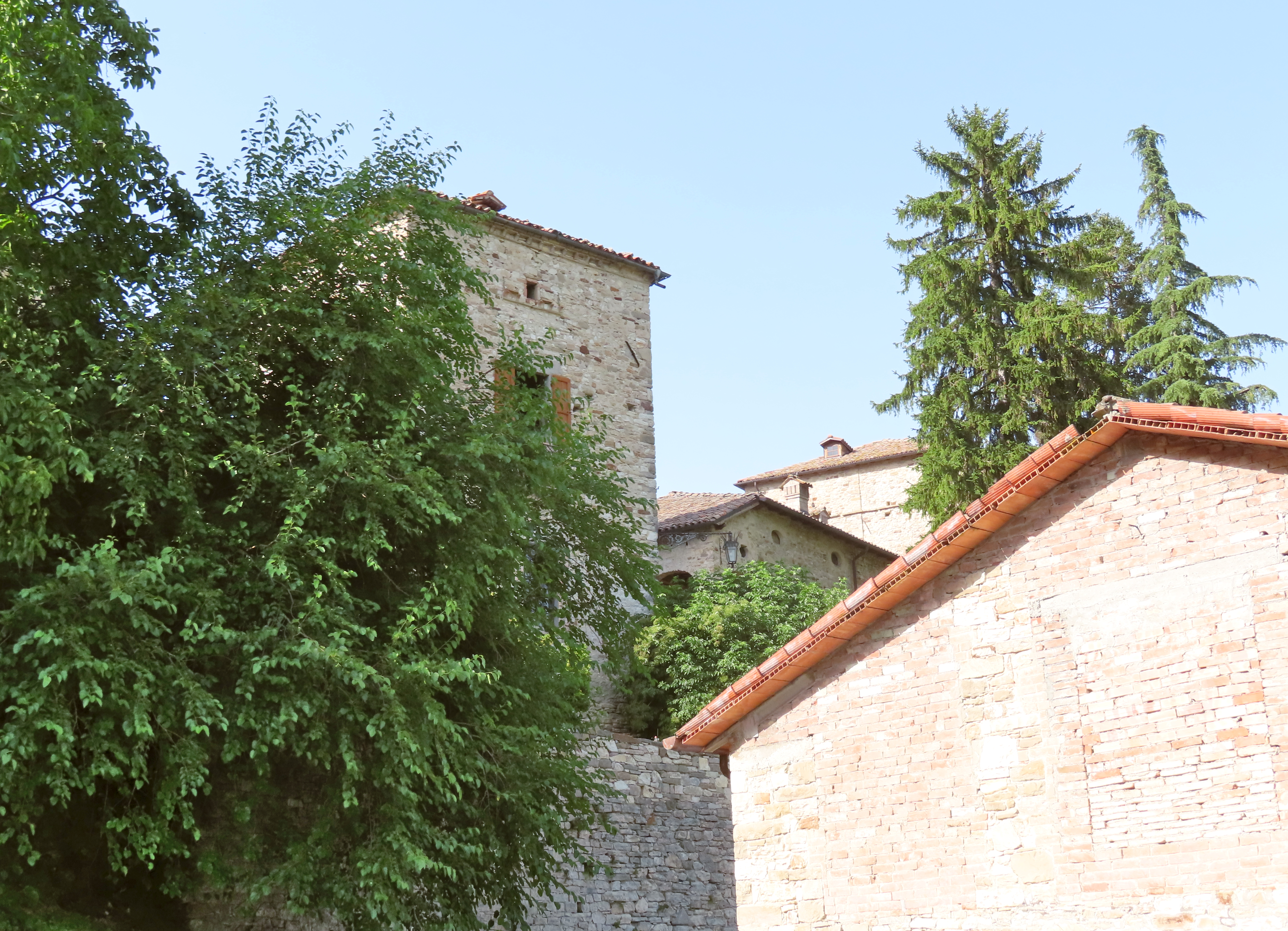
Casatorre

La rocca è formata da quattro casetorri medievali e alcuni edifici settecenteschi, tra cui la casa padronale con loggiato.
Le massicce casetorri, sviluppate su piante quadrate o rettangolari, si elevano su tre o più piani fuori terra, caratterizzati dalla presenza di piccole e rade finestre, parzialmente modificate nei secoli; all'ultimo livello sono ancora in parte distinguibili le antiche colombaie; solo una delle torri si erge isolata, mentre le altre tre emergono da edifici più bassi aggiunti tra il XVIII e il XIX secolo.
L'ampia casa padronale settecentesca si eleva verso valle su due livelli principali fuori terra, sormontati da un sottotetto illuminato da oculi cruciformi; al centro della bassa facciata a monte, si apre in corrispondenza del piano nobile il portale d'accesso ad arco ribassato. Il fianco sud-ovest presenta al piano terreno un porticato di due arcate a sesto ribassato, rette da massicci pilastri a base rettangolare, mentre all'ordine superiore si affaccia un loggiato di quattro arcate ribassate, sostenute da pilastri dorici a pianta quadrata. All'interno una delle sale conserva un dipinto raffigurante Domenico Cavatorta, realizzato nel 1836 dal pittore Giuseppe Bissoli.

### Casaforte Malavilla
La casaforte Malavilla sorge isolata tra i campi coltivati, su un terreno franoso; l'edificio a pianta rettangolare, costruito come avamposto del castello di Castrignano, si erge su due livelli fuori terra, sormontati da una colombaia coperta da un tetto a due falde.

### Percorso di visita
La rocca dal 2019 fa parte del circuito dei castelli dell'Associazione dei Castelli del Ducato di Parma, Piacenza e Pontremoli.
Risultano visitabili alcune stanze della rocca, le strade del piccolo borgo e, percorrendo per alcune centinaia di metri l'antica mulattiera, la casaforte Malavilla.